# 앨리 이어니즈
앨리 이어니즈(Ally Ioannides, 1998년 ~ )는 미국의 배우, 연극 배우, 텔레비전 배우, 영화배우이다.
애틀랜타에서 태어났다.

## 영화
- 싱크로닉 (2019년)
- 짜레비치 (2013년)
- 에브라임스 레스큐 (2013년) - 마사 행크스 역